# フルチカゾンプロピオン酸エステル
フルチカゾンプロピオン酸エステル（英: Fluticasone propionate）は、フロベント（英: Flovent） やフルナーゼ（英: Flonase）などの商品名で販売されているステロイド医薬品である。 気管支喘息や慢性閉塞肺疾患の長期にわたる治療には吸入薬として用いられる。花粉症や鼻ポリープの治療には鼻腔に噴霧薬として使用される。また、口内炎には塗布薬として使用される。
一般的な副作用には、上気道感染症、副鼻腔炎、カンジタ症、咳、などがあげられる。鼻腔に使用した場合の一般的な副作用には、鼻血や喉の痛みなどがあげられる。作用機序は炎症を軽減することによる。
フルチカゾンプロピオン酸エステルは1980年代に特許を取得し、1990年に医薬品としての使用が承認された。後発医薬品として入手可能である。2018年の米国での噴霧薬の卸売価格は約0.33米ドルである。2019年の英国の国民保健サービスにかかる噴霧薬の費用は約0.13ボンドである。2018年の米国で16番目に最も一般的に処方された医薬品であり、その処方件数は3400万を超える。